# HMS Swiftsure (1903)
El HMS Swiftsure, originalmente conocido como Constitución, fue el primero y buque líder de la clase Swiftsure de acorazados pre-dreadnought de la Royal Navy. El barco fue encargado por la Armada de Chile, pero fue adquirido por el Reino Unido como parte del fin a la carrera armamentista naval argentino-chilena. Inicialmente, el Swiftsure fue asignado a la Home Fleet y a la Flota del Canal antes de ser transferido a la Flota del Mediterráneo en 1909. Se reincorporó a la Home Fleet en 1912 y fue transferido a la Estación de las Indias Orientales en 1913, para actuar como buque insignia.
Después del comienzo de la Primera Guerra Mundial en agosto de 1914, el Swiftsure escoltó convoyes de tropas en el Océano Índico hasta que fue transferido a la Patrulla del Canal de Suez en diciembre. Después de defender el canal a principios de 1915 de los ataques otomanos, fue transferido al Mediterráneo Oriental a principios de 1915 para participar en la Campaña de los Dardanelos contra el Imperio Otomano bombardeando posiciones enemigas. El Swiftsure fue asignado a tareas de escolta de convoyes en el Atlántico desde principios de 1916 hasta que quedó desmovilizado en abril de 1917 para proporcionar su tripulación a buques antisubmarinos. A mediados de 1918, el barco fue desarmado para ser utilizado como buque de bloqueo durante una segunda incursión prevista en Ostende. Finalmente, el Swiftsure fue vendido como chatarra en 1920.

## Diseño y construcción
La construcción del Swiftsure fue ordenado por Chile, con el nombre de Constitución, en respuesta a la compra argentina de dos cruceros blindados a Italia durante una época de intensas tensiones con Argentina. Una vez amainada la crisis, problemas financieros obligaron a Chile a poner el barco a la venta a comienzos de 1903. Preocupado de que Rusia pudiera comprarlos, el Reino Unido intervino y, con financiación a través del banco comercial Antony Gibbs & Sons, compró los dos barcos de su clase aún incompletos a Chile, el 3 de diciembre de 1903 por 2 432 000 libras esterlinas. El barco fue diseñado según las especificaciones chilenas, en particular el requisito de caber en el dique seco tradicional de Talcahuano, siendo considerado por los británicos como acorazado de segunda clase.

### Dimensiones y tripulación
El Swiftsure tenía una eslora total (LOA) de 475 pies 3 pulgadas (144,86 m), una manga de 71 pies 1 pulgada (21,67 m) y un calado de 28 pies 6 pulgadas (8,69 m) a plena carga. Desplazaba 12 175 toneladas largas (12 370 t) con carga estándar y 13 840 toneladas largas (14 062 t) a plena carga. A máxima carga, tenía una altura metacéntrica de 4,01 pies (1,22 m). En 1906, la tripulación contaba con 729 hombres, entre oficiales y otros empleos.

### Propulsión
El Swiftsure estaba propulsado por dos motores de vapor verticales invertidos de triple expansión de cuatro cilindros, cada uno de los cuales impulsaba una sola hélice. Una docena de calderas Yarrow proporcionaban vapor a los motores, que producían un total de 12 500 HP indicados,  9300 kW (12 471,5 HP; 12 644,5 CV) que debían permitirle alcanzar una velocidad de 19,5 nudos (36,1 km/h; 22,4 mph). Los motores demostraron ser más potentes de lo previsto y el buque superó los 20 nudos (37,0 km/h; 23,0 mph) durante las pruebas de mar. Llevaba un máximo de 2048 toneladas largas (2081 t) de carbón, suficiente para navegar 6210 millas náuticas (11 501 km; 7146 mi) a 10 nudos (18,5 km/h; 11,5 mph). En servicio, la clase Swiftsure demostró ser más económica de lo esperado en principio, con un alcance estimado de 12 000 millas náuticas (22 224 km; 13 809 mi) a 10 nudos.

### Armamento

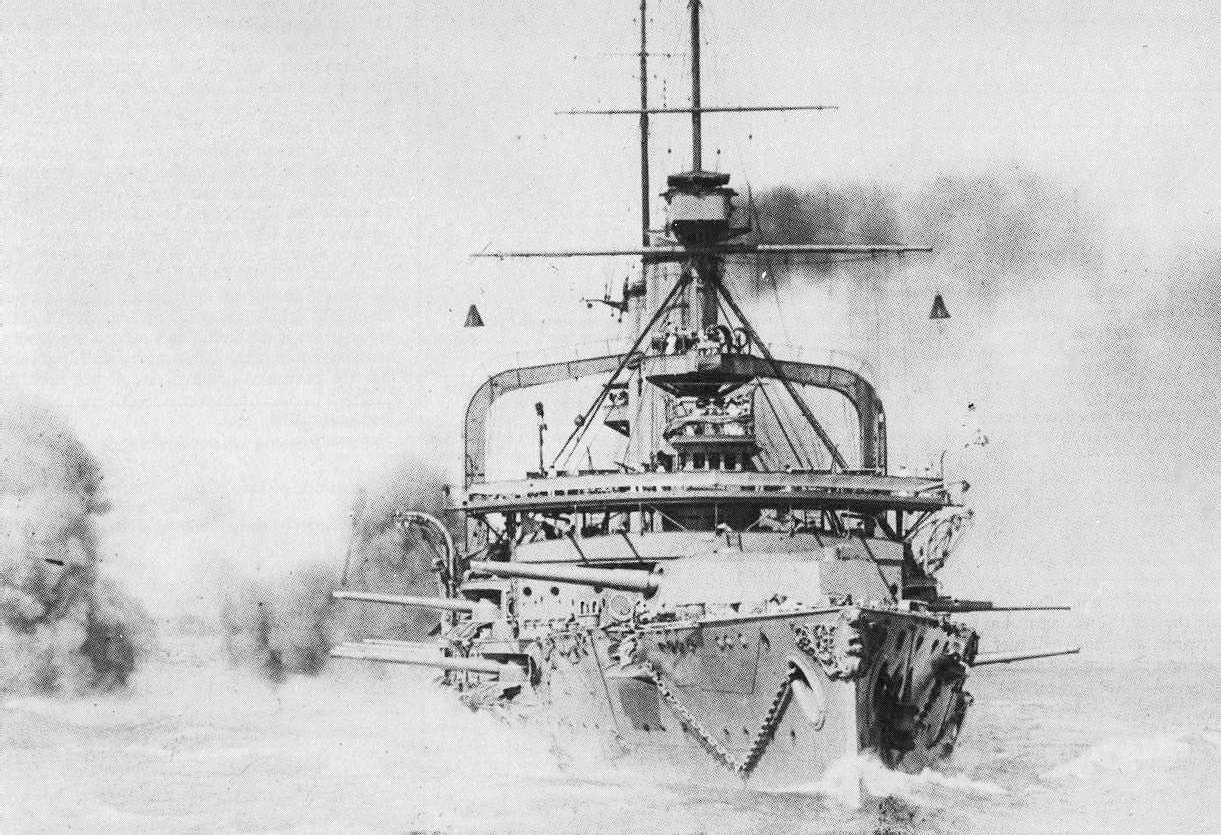
El HMS Swiftsure en ejercicios de tiro en 1913.

El barco portaba cuatro cañones BL 10" Mk VI del calibre 45, con baterías principales en dos torretas gemelas, una a proa y otra a popa de la superestructura. Los cañones disparaban proyectiles de 500 libras (227 kg) a una velocidad de salida de 2656 pies por segundo (810 m/s); esto proporcionaba un alcance máximo de 14 800 yardas (13 533 m) a la elevación máxima del cañón de 13,5°. Se afirmó que el ciclo de disparo de los cañones Mk VII en el Triumph era de 20-25 segundos. Cada cañón estaba provisto de 90 proyectiles.
El armamento secundario del Swiftsure consistía en catorce cañones BL 7,5" Mk II – V del calibre 50 largo. Diez de los cañones estaban montados en una batería central en la cubierta principal; los otros cuatro estaban en casamatas a lo largo de los palos de proa y mayor en la cubierta superior. El mayor problema era que los cañones de la cubierta principal estaban montados a baja altura, a solo unos 10 pies (3 m) sobre la lámina de agua a plena carga, y eran inutilizables a alta velocidad o con mal tiempo, ya que sumergían sus bocas en el mar cuando trabajaban escorados a más de 14°. Disparaba proyectiles de 200 libras (90,7 kg) a una velocidad de salida de 2781 pies por segundo (848 m/s), a una velocidad de cuatro disparos por minuto. Con el ángulo de elevación máxima de 15° tenían un alcance máximo de unas 14 000 yardas (12 802 m). El barco portaba 150 proyectiles por cañón.
La defensa contra los torpederos era proporcionada por catorce cañones QF (de tiro rápido) de 14 libras Mk I - Mk II que disparaban proyectiles de 14 libras (6,4 kg), pero los cañones fueron modificados para usar el proyectil estándar de 12,5 libras (5,7 kg) utilizado por el cañón QF de 12 libras y 12 cwt en servicio británico. Disparaban proyectiles de 3 pulgadas (76 mm) y 12,5 libras a una velocidad de salida de 2548 pies por segundo (777 m/s). Se desconoce su alcance máximo y su cadencia de disparo. El Triumph portaba 200 proyectiles por cada uno de estos cañones. El barco también montaba cuatro cañones Hotchkiss QF de 6 libras en las cofas, aunque fueron retirados entre 1906 y 1908.
El barco también estaba equipado con un par de tubos lanzatorpedos sumergidos de 17,7 pulgadas (449,6 mm), uno en cada costado. Estaban provistos de nueve torpedos.

### Blindaje

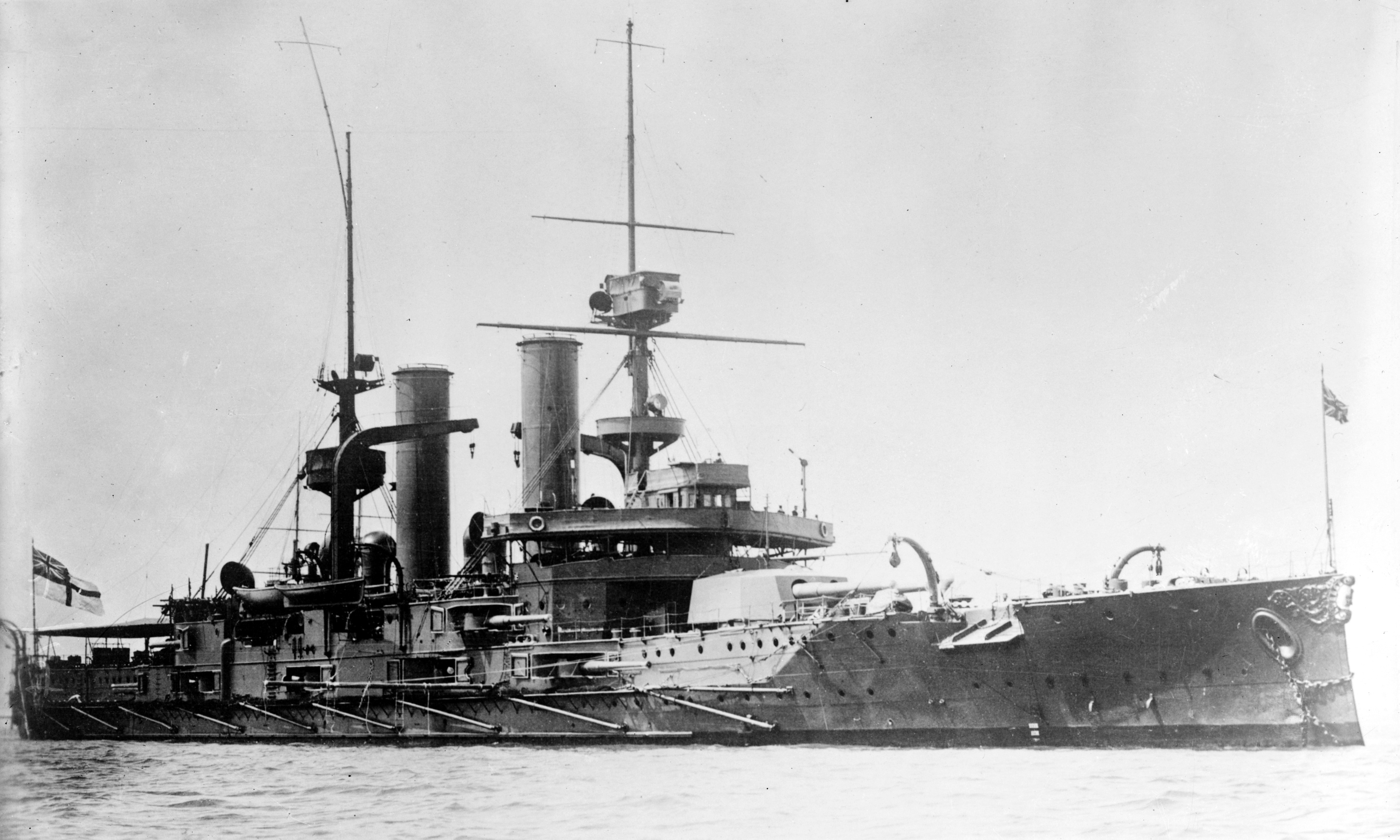
El HMS Swiftsure fondeado en una imagen de alrededor de 1908.

El esquema de blindaje de los Swiftsure era comparable al de la clase Duncan. El cinturón principal de la línea de flotación estaba compuesto por un blindaje cementado Krupp de 7 pulgadas (178 mm) de espesor. Tenía 8 pies (2,4 m) de altura, de los cuales 5 pies y 3 pulgadas (1,6 m) quedaban por debajo de la línea de flotación con carga normal. A proa y popa de los mamparos oblicuos de 2 a 6 pulgadas (51 a 152 mm) que conectaban el blindaje del cinturón con las barbetas, el cinturón continuó, pero se redujo en grosor. Tenía 6 pulgadas de espesor a lo largo de las barbetas, pero se redujo a 2 pulgadas a proa y popa de las mismas. Continuaba hacia adelante hasta la proa y sostenía el ariete del barco. Continuaba a popa hasta el compartimiento del sistema de gobierno y terminaba en un mamparo transversal de 3 pulgadas (76 mm). 
La franja superior de blindaje de 7 pulgadas cubría el costado del barco entre la parte trasera de las barbetas hasta el nivel de la cubierta superior. Las casamatas de la cubierta superior también estaban protegidas por paredes de 7 pulgadas, cerradas por placas traseras de 3 pulgadas. Los cañones de 7,5 pulgadas en la cubierta principal estaban separados por pantallas de 1 pulgada (25 mm) con placas de 1⁄2 pulgadas (12,7 mm) que protegían las bocas de los embudos hacia su parte trasera. Un mamparo longitudinal de 1 pulgada dividía la batería por su línea central.
Las caras de la torreta tenían un grosor de 9 pulgadas (229 mm) y sus lados y parte trasera tenían un grosor de 8 pulgadas (203 mm). Sus techos tenían 2 pulgadas de espesor y la capucha de mira que protegía a los artilleros tenía 1,5 pulgadas (38 mm) de espesor. Sobre la cubierta superior, las barbetas tenían 10 pulgadas (254 mm) de espesor en sus caras y 8 pulgadas en la parte trasera. Por debajo de este nivel se redujeron a 3 y 2 pulgadas respectivamente. La torre de mando estaba protegida por 11 pulgadas (279 mm) de blindaje a proa y 8 pulgadas en su parte trasera. El blindaje de cubierta dentro de la ciudadela central variaba de 1 a 1 1⁄2 pulgadas de grosor. Fuera de la ciudadela, la cubierta inferior tenía 3 pulgadas de espesor y se inclinaba para encontrarse con el lado inferior del blindaje del cinturón.

## Historial

### Primeros años
La construcción del buque fue solicitada por Chile como acorazado Constitución y puesto en grada por Armstrong Whitworth en Elswick el 26 de febrero de 1902 y botado el 12 de enero de 1903. En pleno proceso de completar el barco, fue adquirido por el Reino Unido el 3 de diciembre de 1903, siendo completado en junio de 1904 y fue dado de alta en el astillero de Chatham el 21 de junio de 1904 para el servicio en la Home Fleet. Bajo una reorganización de la flota en enero de 1905, la Home Fleet se convirtió en la Flota del Canal. Chocó con su buque gemelo, elTriumph, el 3 de junio de 1905 y sufrió daños en sus hélices, popa y balcón de popa. El Swiftsure recibió un reacondicionamiento en el astillero de Chatham entre junio y julio de 1906. El Swiftsure fue puesto brevemente en reserva en la Base Naval de Portsmouth desde el 7 de octubre de 1908 hasta el 6 de abril de 1909, cuando fue puesto de nuevo en servicio con la Flota del Mediterráneo. El buque fue reasignado a Home Fleet el 8 de mayo de 1912 hasta que se le dio un largo reacondicionamiento desde septiembre de 1912 hasta marzo de 1913. El Swiftsure fue puesto de nuevo en servicio el 26 de marzo y asignado como buque insignia de la Estación de las Indias Orientales.

### Primera Guerra Mundial

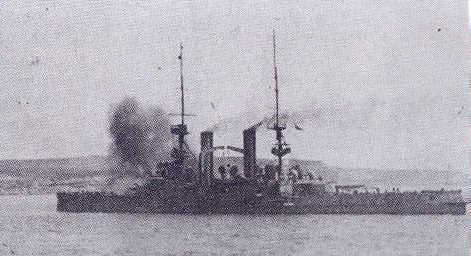
El Swiftsure bombardeando posiciones otomanas mientras cubría los desembarcos en West Beach (Cabo Helles), el 25 de abril de 1915

Durante la Primera Guerra Mundial, el barco escoltó convoyes de tropas indias desde Bombay a Adén de septiembre a noviembre de 1914, hasta que la destrucción del crucero ligero alemán SMS Emden, que había estado haciendo incursiones en el Océano Índico, hizo innecesario este deber de escolta. Luego fue transferido a la Patrulla del Canal de Suez el 1 de diciembre para ayudar a defender el Canal, aunque siguió siendo el buque insignia de la Estación de las Indias Orientales mientras estuvo en Suez. Del 27 de enero al 4 de febrero de 1915, el barco ayudó a defender el Canal cerca de El Qantara durante la Primera Ofensiva de Suez por parte de las fuerzas otomanas.
El Swiftsure fue relevado como buque insignia de la Estación de las Indias Orientales por el crucero acorazado Euryalus más tarde en febrero de 1915 y transferido a los Dardanelos para servir en la Campaña de los Dardanelos. Se unió a la escuadra británica el 28 de febrero de 1915 y participó en el ataque al Fuerte Dardanos el 2 de marzo de 1915. El 5 de marzo de 1915 fue separado de los Dardanelos y el Triumph para realizar operaciones contra los fuertes de Esmirna y regresó a los Dardanelos el 9 de marzo de 1915.
Participó en el ataque principal a los fuertes de los estrechos del 18 de marzo de 1915. Del periplo del Swiftsure aquel 18 de marzo, el parte oficial del Almirantazgo del día posterior relataba lo siguiente:

«A las diez y cuarenta y cinco minutos de la mañana, el Queen Elizabeth, el Agamennon, el HMS Inflexible y el Lord Nelson bombardearon los fuertes de Kilid-Bahr y Tchanak, mientras que el Triumph y el Prince George cañoneaban las baterías de Naher-Guyan, Deguirmen-Burn, Hamidié y Sultanié.»[...]
«A las doce y veintidós, el Suffren, el Gaulois, el Charlemagne y el Bouvet, se internaron en los Dardanelos y atacaron los fuertes de alcance pequeño, respondiéndoles vigorosamente los anteriormente citados de Kilid-Bahr y Tchanak.»
«Los diez acorazados aliados fueron alcanzados por los proyectiles enemigos, pero redujeron los fuertes al silencio.»
«A la una y veinticinco minutos de la tarde cesó el fuego en todos los frentes.»
«El Vengeance, el Irresistible, el Occean [sic], el Swiftsure y el Majestic se lanzaron hacia el interior del estrecho para reemplazar a los acorazados averiados.»
Parte oficial del Almirantazgo británico del 19 de marzo de 1915

Apoyó los principales desembarcos en West Beach en el Cabo Helles el 25 de abril y los desembarcos posteriores, incluido el ataque sobre Achi Baba el 4 de junio. El 18 de septiembre, un submarino alemán lo atacó sin éxito mientras realizaba un viaje de Moúdros a la bahía de Suvla. Participó en el bombardeo de la actual Alejandrópolis, por entonces puerto búlgaro en el Mar Egeo, (por entonces Dedeagach transliterado del idioma búlgaro) el 18 de enero de 1916.

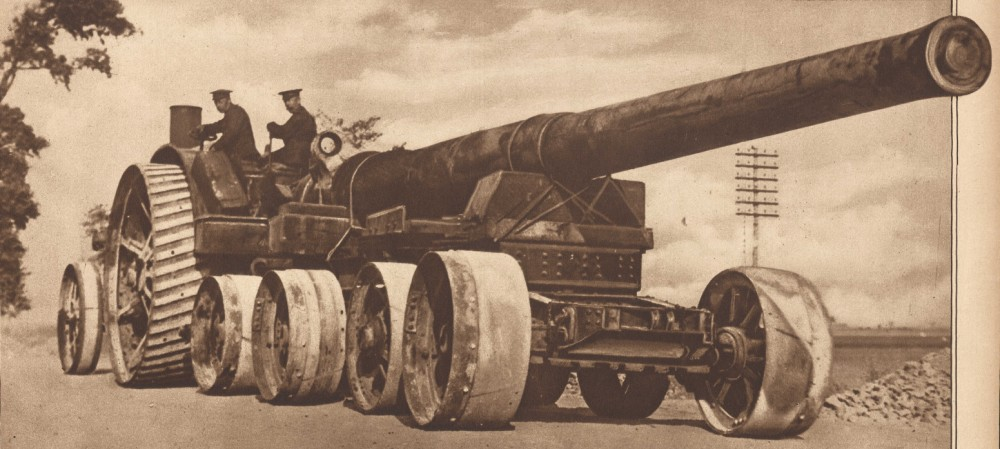
Canón Mk III procedente del Swiftsure siendo acarreado en Bélgica en 1917 para otros usos.

El Swiftsure abandonó los Dardanelos en febrero de 1916, partiendo de Kephale el 7 de febrero de 1916 hacia Gibraltar, donde fue asignado al 9.º Escuadrón de Cruceros para servir en el Océano Atlántico como escolta de convoyes. Fue transferido del 9.º Escuadrón de Cruceros en marzo de 1917, saliendo de Sierra Leona el 26 de marzo y llegando a Plymouth el 11 de abril. El Swiftsure fue apartado del servicio activo en el Astillero de Chatham el 26 de abril para proporcionar tripulaciones a buques antisubmarinos. 
Posteriormente pasó a la reserva, sometiéndose a un reacondicionamiento en Chatham a mediados de 1917 y siendo empleado como Buque de alojamiento de tropas. a partir de febrero de 1918. En el otoño de 1918 fue desarmado y desmantelado para su uso como buque de bloqueo en un segundo intento previsto para impedir la entrada al puerto de Ostende, pero la guerra concluyó antes de que esta operación pudiera tener lugar. El buque fue utilizado brevemente como buque objetivo antes de que su puesta en venta en marzo de 1920. Finalmente, el Swiftsure fue vendido como chatarra el 18 de junio de 1920 a la Stanlee Shipbreaking Co.